# 零式 (ゲーム)
『零式』（TYPE ZERO、タイプ ゼロ）は、1997年12月18日にアリスソフトから発売された『アリスの館4・5・6』に収録されている18禁詰めロールプレイングゲーム。また、2000年に本タイトル単体での廉価版が発売された。
本作は、乱数無しのやり込み系ゲームであり、ラスボスのマスターコアを倒せばハッピーエンドになるのではなく、ダンジョン攻略と並行してイベントをこなしていないと幸せなエンディングには辿り着かない。

## 開発
本作はアリスソフトの次期主力作品として開発されており、『闘神都市』と似たような闘技大会を題材に、複数の主人公から選択して遊ぶシステムにする予定だった。ところが、キャラクターを変えてもプレイヤーが飽きるおそれがあることが設計段階で判明したため、1キャラクター分のシナリオを作成したうえで、ファンディスク『ALICEの館4・5・6』に収録した。
なお、1992年に発売された『DALK』のヒントディスクにて同名の作品が収録されており、システム的にはこれが元となっているが、内容的な繋がりはほとんど無い。また、主人公の鳳あかねと姉のなおみは、『ままにょにょ』にゲスト出演している。

## ストーリー
前大戦の負の遺産、対人自動兵器生成施設「テナント」。地中深く埋められたテナントの破壊を競い合う「チャリオットフェスタ」が地球上のいたるところで開かれていた。

## 登場キャラクター
鳳 あかね（おおとり あかね）
主人公。今までに関わってきた大人たちから不遇な扱いを受けてきたために、父親以外の一切の大人を信用しておらず、歪んだ性格になってしまっている。今でも父親が生きていると信じており、チャリオットフェスタに出場して父親探しのきっかけにしようとしている。
搭乗機：零式戦闘機
新霞天都技研社製の機体。
鳳 なおみ（おおとり なおみ）
あかねの双子の姉。言動、思考、外見などほとんどにおいて妹のあかねと瓜二つだが、若干あかねの方が押しが強い。服の色を変えてあかねとの違いをつけている。
搭乗機：零式戦闘機
グァン・ファン・ユーリィ
あかね・なおみ姉妹の父親と同じ部隊に所属していた軍人。負け戦だと悟った鳳大佐から、あかね・なおみ姉妹の後を託され後方へ下がる。保護者としての務めを果たそうとするものの、あかね達から信用してもらえず苦悩している。
黒葉 ひより（くろは ひより）
チャリオットフェスタの筆頭優勝候補。スタイル、裕福な出自と高い才能を有していることを自覚しており、高慢で勝気な性格をしている。
搭乗機：LipOnLip
ジョルジュ・ステバン
ロイドの父親。かつて凄腕パイロットだったが、戦場で大怪我をしてからは戦闘機から降りていた。息子のロイドのためにチャリオットフェスタ参加を決めた。
搭乗機：ノイズアクトマン
ロイド・ステバン
ジョルジュの息子。なおみと仲良くなる。
柊 絵理華（ひいらぎ えりか）
チャリオットフェスタの出場者。優勝を目的とせず、オーガコアのみを目指している。
搭乗機：GR-FIELD
荒本 四郎（あらもと しろう）
恋人の千草がチャリオットフェスタに出場するということを聞いて急遽出場を決めた。普段の言動は荒いものの、心の中では千草のことを大切に思っている。
搭乗機：嶺欄-皇壬撃
加賀原 千草（かがはら ちぐさ）
四郎の恋人。無類の戦闘機好きで、チャリオットフェスタに出場した。
搭乗機：嶺蘭DF
大前田 正隆（おおまえだ まさたか）
アイドルオタクでロリコン。あかねやなおみを気に入っており、一方的な好意を押し付けてくる。
搭乗機：陣風
藤木 空子（ふじき くうこ）
チャリオットフェスタ専門のジャーナリスト。
電田 殻（でんだ たけし）
芸能プロダクション「ユキチプロ」の社長。あかね・なおみ姉妹に目をつけ、大会中に接近してくる。
シュリ・セイハジュウ・ナガサキ
チャリオットフェスタの受付をしている少女。闘神都市シリーズのキャラとは同姓同名の別人とされている。
鳳大佐
あかねとなおみの父親。優秀な軍人だったが、味方を逃がすために孤軍奮闘して行方不明になる。
ホージ
鳳大佐が健在だった頃に雇われていたメイド。給料が支払われなくなってすぐに去って行った。

## スタッフ
- シナリオ：TADA、ちみろいむ
- キャラクターデザイン・原画：MIN-NARAKEN
- メカ原画：桐島千夜
- 背景：ムネQ
- 音楽：Shade